# Days Go By
Days Go By es el noveno álbum de estudio de la banda estadounidense de punk rock, The Offspring. Fue lanzado el 26 de junio de 2012. Es su primer álbum en cuatro años tras el lanzamiento de Rise and Fall, Rage and Grace en 2008, y su último en presentar al bajista Greg K. antes de su separación oficial en 2019.

## Producción
La grabación del disco fue realizada en estudios de grabación de Hawái y California.
La banda comenzó a trabajar en el álbum en 2009, durante la gira del álbum Rise and Fall, Rage and Grace. En una entrevista en mayo de 2009, Noodles reveló que el cantante, Dexter Holland, había estado trabajando con el productor Bob Rock, además de mencionar que en el álbum aparecerían canciones que no aparecieron en el disco anterior. Un mes después, Dexter comentó que no quería que el noveno disco tardara tanto en grabarse como Rise and Fall, Rage and Grace. Sobre el álbum, Holland informó que tenían planeado lanzarlo en 2010, con el comienzo de la grabación en ese otoño, pero dijo que «No tenemos ninguna canción todavía. Quizá algunas demos aquí y allí. Pero estamos mirando algunas canciones antiguas a ver si podemos darles algo de cuerpo.»
En febrero de 2010, la banda compartió un enlace a la Offspring Studio Cam que mostraba imágenes y grabaciones del proceso de grabación del álbum. Más tarde, en mayo de 2010, Holland compartió una actualización del nuevo álbum en la que, entre otras cosas, comentaba que estaban trabajando en una nueva canción titulada «It's All Good», aunque no estaba seguro de que fuera a aparecer en el álbum.
Posteriormente, se tomaron un descanso para unirse a la gira de la banda 311 en verano de 2010. Durante el mismo, estrenaron una nueva canción, titulada «You Will Find a Way». El 4 de octubre Holland informó de la vuelta al proceso de grabación. Después, en el podcast de año nuevo, Holland y Noodles comentaban que serían 12 o 13 canciones, y que deseaban tenerlo finalizado para marzo de 2011. En abril de 2011, Noodles comentaba que el álbum estaría acabado antes de la gira de verano. Para agosto, Holland bromeaba sobre que no habían estado trabajando en el disco todo lo que deberían. Mientras, Noodles no estaba seguro si el disco sería publicado en 2011, pero que «definitivamente no estaban ante el mismo caso de Chinese Democracy». En septiembre volvieron a posponer una vez más el álbum hasta 2012, además de anunciar que harían gira del álbum en 2012. Hubo aún más anuncios sobre la vuelta a la grabación y las fechas tentativas de publicación, hasta que por fin, el 24 de marzo, se confirmó la finalización del mismo.

## Sencillos

### Days Go By
El 27 de abril de 2012, «Days Go By» fue estrenado en KROQ. La banda anunció así mismo que estaban filmando el videoclip para la canción.

### Cruising California (Bumpin' In My Trunk)
El 30 de abril de 2012, se presentó el sencillo «Cruising California (Bumpin' in My Trunk)».
Esta canción ha dado lugar a muchas suspicacias entre algunos de sus fanes, ya que al ser presentada como el primer vídeo de una canción de este nuevo disco y al tener un estilo completamente distinto (más apegado a la música disco actual) al relacionado siempre con la banda, se pensó que la banda había dado un giro muy inesperado a su carrera.
La verdadera historia es que The Offspring hizo este tema como una pequeña "broma" para criticar de la manera que ellos saben a la música actual y al uso de California en este tipo de canciones.

## Listado de canciones
| Days Go By |                                                                |          |  |
| N.º        | Título                                                         | Duración |  |
| 1.         | «The Future is Now»                                            | 4:08     |  |
| 2.         | «Secrets from the Underground»                                 | 3:09     |  |
| 3.         | «Days Go By»                                                   | 4:02     |  |
| 4.         | «Turning into You»                                             | 3:41     |  |
| 5.         | «Hurting as One»                                               | 2:49     |  |
| 6.         | «Cruising California (Bumpin' in My Trunk)»                    | 3:30     |  |
| 7.         | «All I Have Left is You»                                       | 5:18     |  |
| 8.         | «OC Guns»                                                      | 4:07     |  |
| 9.         | «Dirty Magic»                                                  | 4:00     |  |
| 10.        | «I Wanna Secret Family (with You)»                             | 3:01     |  |
| 11.        | «Dividing by Zero»                                             | 2:22     |  |
| 12.        | «Slim Pickens Does the Right Thing and Rides the Bomb to Hell» | 2:36     |  |

## Posición en listas de éxitos

### Listas semanales
| Listas (2012)                            | Posición |
| ---------------------------------------- | -------- |
| Alemania (German Albums Chart)           | 5        |
| Australia (Australian Albums Chart)      | 7        |
| Austria (Austria Albums Chart)           | 6        |
| Bélgica (Flandes) (Ultratop 200)         | 95       |
| Bélgica (Valonia) (Ultratop Albums)      | 44       |
| Canadá (Canadian Albums Chart)           | 4        |
| República Checa (Czech Albums Chart)     | 12       |
| Escocia (Scottish Albums Chart)          | 42       |
| España (Spanish Albums Chart)            | 22       |
| Estados Unidos (Billboard 200)           | 12       |
| Estados Unidos (Top Alternative Albums)  | 3        |
| Estados Unidos (Top Rock Albums)         | 4        |
| Finlandia (Finnish Albums Chart)         | 34       |
| Francia (French Albums Chart)            | 18       |
| Italia (Italian Albums Chart)            | 23       |
| Japón (Japanese Albums Chart)            | 7        |
| Nueva Zelanda (New Zealand Albums Chart) | 17       |
| Países Bajos (Dutch Albums Chart)        | 56       |
| Portugal (Portuguese Albums Chart)       | 24       |
| Reino Unido (UK Albums Chart)            | 43       |
| Suecia (Swedish Albums Chart)            | 57       |
| Suiza (Swiss Albums Chart)               | 8        |

### Certificaciones
| País | Certificación | Ventas  |
| --- | ------------- | ------- |
| Austria (IFPI Austria) | Oro           | 10 000x |
| Suecia (GLF) | Oro           | 20 000  |
| Suiza (IFPI Switzerland) | Oro           | 15 000  |
| *las cifras de ventas sobre la base de la certificación por sí sola ^cifras de envíos sobre la base de la certificación por sí sola xcifras no especificadas sobre base de la certificación por sí sola |               |         |

### Sencillos
| Año  | Canciones  | Posicionamiento en listas | Posicionamiento en listas | Posicionamiento en listas | Posicionamiento en listas | Posicionamiento en listas | Posicionamiento en listas | Posicionamiento en listas | Posicionamiento en listas | Posicionamiento en listas | Posicionamiento en listas | Posicionamiento en listas |
| Año  | Canciones  | América                   | América                   | América                   | América                   | América                   | América                   | América                   | América                   | Europa                    | Europa                    | Oceanía                   |
| Año  | Canciones  | MRT                       | Mo. RT                    | DS                        | Hot 100                   | AT 40                     | Pop 100                   | Pop 100 A                 | CSC                       | Bandera de Alemania       | UKSC                      | Bandera de Nueva Zelanda  |
| ---- | ---------- | ------------------------- | ------------------------- | ------------------------- | ------------------------- | ------------------------- | ------------------------- | ------------------------- | ------------------------- | ------------------------- | ------------------------- | ------------------------- |
| 2012 | Days Go By | 4                         | 7                         | -                         | -                         | -                         | -                         | -                         | 88                        | -                         | -                         | -                         |

## Créditos
- Dexter Holland – Voz, guitarra, piano
- Noodles – Voz, guitarra
- Greg K – Voz, bajo
- Pete Parada - Batería